# Aedes niveus
Aedes niveus é um espécie de mosquito do Género Aedes, pertencente à família Culicidae.